# Automeris
Automeris este un gen de molii din familia Saturniidae, subfamilia Hemileucinae.

## Descriere
În cadrul acestui gen sunt incluse unele specii colorate (adulții) care au de obicei marcat un ochi pe aripă și care prezintă dimorfism sexual.
Speciile sunt răspândite în America Centrală și de Sud.

## Specii
- Automeris alticola Lemaire, 1975.
- Automeris annulata Schaus, 1906.
- Automeris averna Druce, 1886.
- Automeris balachowskyi Lemaire, 1966
- Automeris banus (Boisduval, 1875).
- Automeris belti Druce, 1886.
- Automeris beutelspacheri Lemaire, 2003.
- Automeris boops (Felder și Rogenhofer, 1874).
- Automeris boudinotiana Lemaire, 1986.
- Automeris caucensis Lemaire, 1976.
- Automeris cecrops (Boisduval, 1875).
- Automeris cinctistriga (Felder și Rogenhofer, 1874).
- Automeris colenon Dyar, 1912.
- Automeris dandemon Dyar, 1912.
- Automeris daudiana Druce, 1894.
- Automeris denticulata Conte, 1906.
- Automeris duchartrei Bouvier, 1936.
- Automeris egeus (Cramer, 1775).
- Automeris eogena (C. și R. Felder, 1874).
- Automeris excreta Draudt, 1929.
- Automeris grammodes Jordan, 1912.
- Automeris hamata Schaus, 1906.
- Automeris harrisorum Lemaire, 1967.
- Automeris hebe (Walker, 1865).
- Automeris io (Fabricius, 1775).
- Automeris iris (Walker, 1865).
- Automeris janus (Cramer, 1775).
- Automeris larra (Walker, 1855).
- Automeris lauta Johnson și Michener, 1948.
- Automeris lemairei Beutelspacher, 1990.
- Automeris liberia (Cramer, 1780).
- Automeris louisiana Ferguson și Brou, 1981.
- Automeris macphaili Schaus, 1921.
- Automeris maeonia (Druce, 1897).
- Automeris manantlanensis Balcázar, 1999.
- Automeris melmon Dyar, 1912.
- Automeris metzli (Sallé, 1853).
- Automeris michoacana Balcázar, 1999.
- Automeris moloneyi Druce, 1897.
- Automeris montezuma (Boisduval, 1875).
- Automeris niepelti Draudt, 1929.
- Automeris orestes (Boisduval, 1875).
- Automeris pallidor Draudt, 1929.
- Automeris pamina (Neumoegen, 1882).
- Automeris patagoniensis Lemaire, Smith și Wolfe, 1992.
- Automeris peigleri Lemaire, 1981.
- Automeris phrynon Druce, 1897.
- Automeris pomifera Schaus, 1906.
- Automeris postalbida Schaus, 1900.
- Automeris randa Druce, 1894.
- Automeris rubrescens (Walker, 1855).
- Automeris schwartzi Lemaire, 1967.
- Automeris stacieae Lemaire și Wolfe, 1993.
- Automeris styx Lemaire, 1982.
- Automeris tridens (Herrich-Schäffer, 1855).
- Automeris violascens (Maassen și Weyding, 1885).
- Automeris windiana Lemaire, 1972.
- Automeris zephyria Grote, 1882.
- Automeris zozine Druce, 1886.
- Automeris zurobara Druce, 1886.

## Galerie

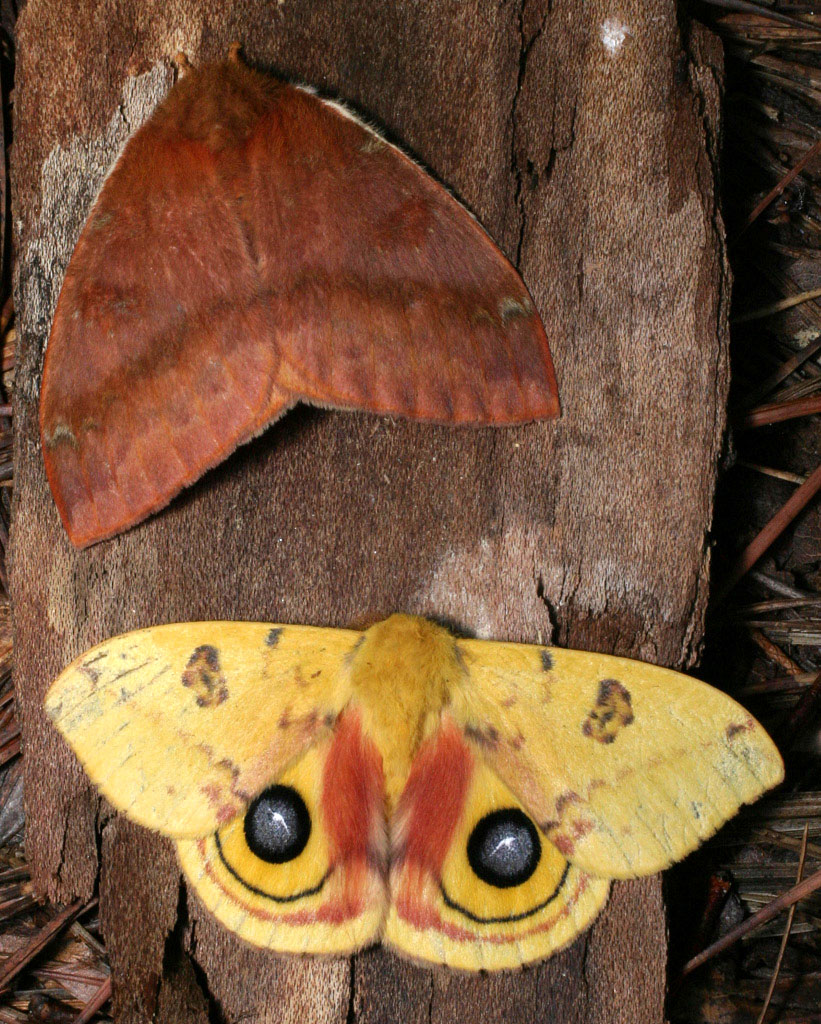
Automeris io
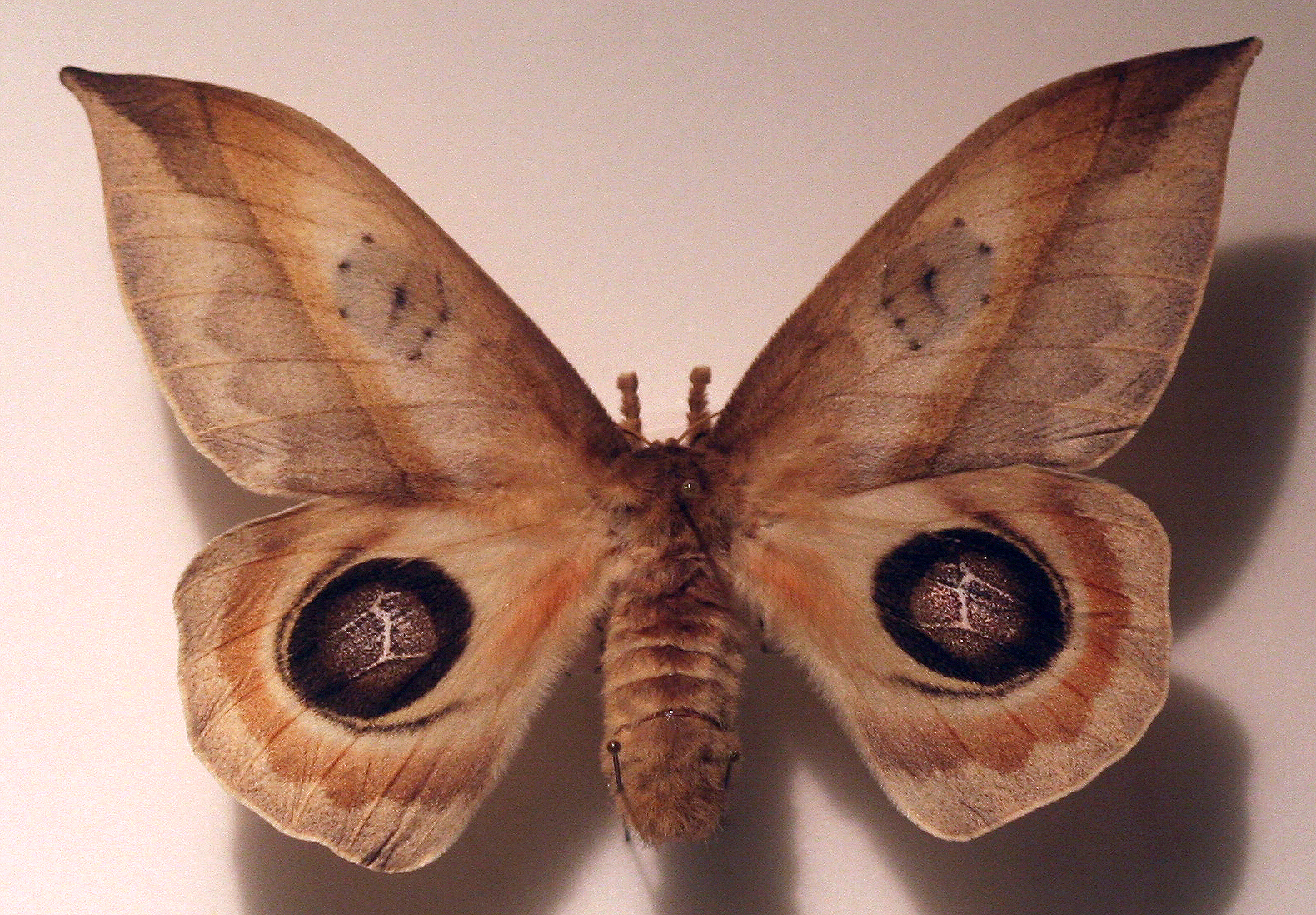
Automeris metzli
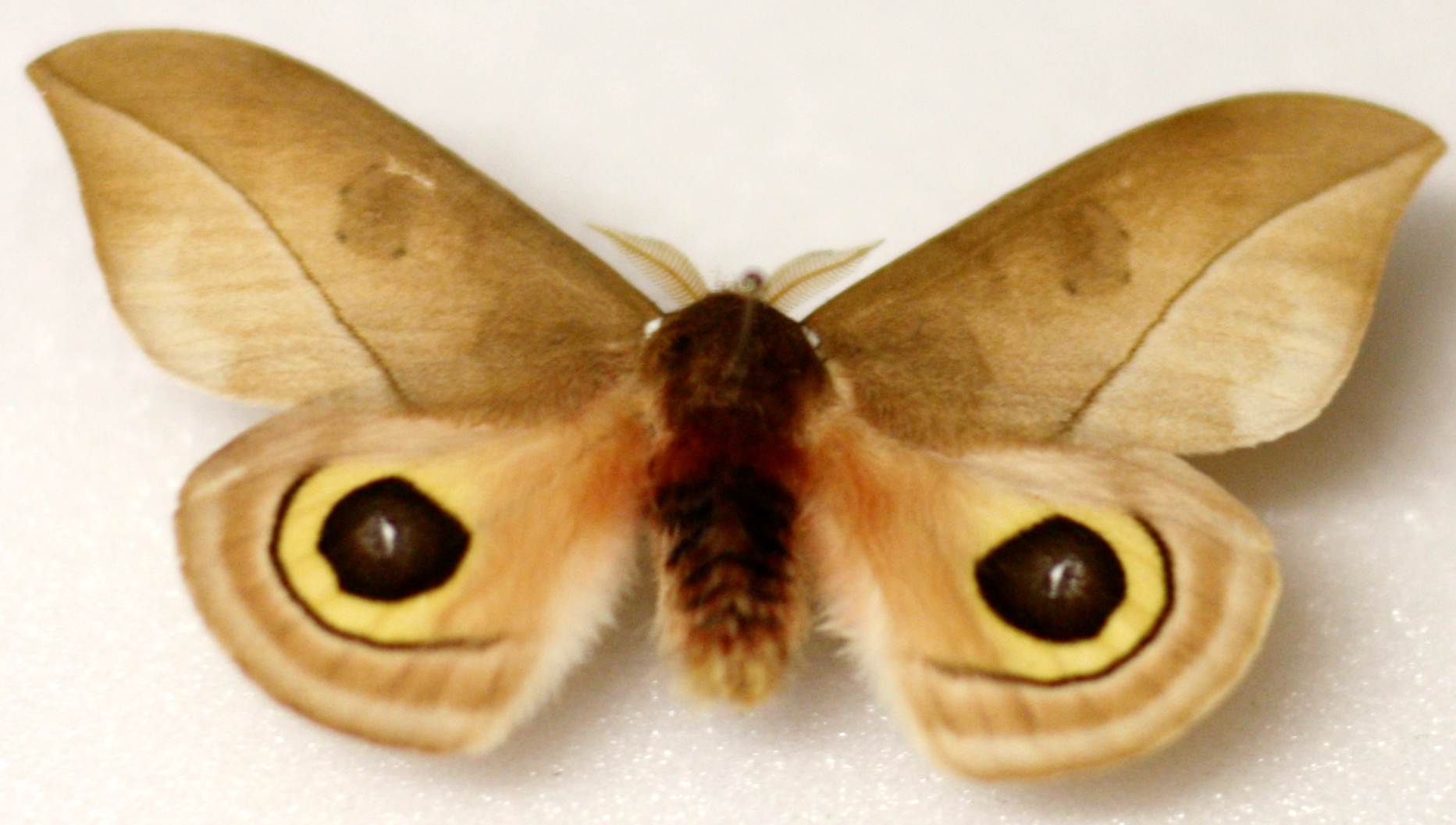
Automeris zozine
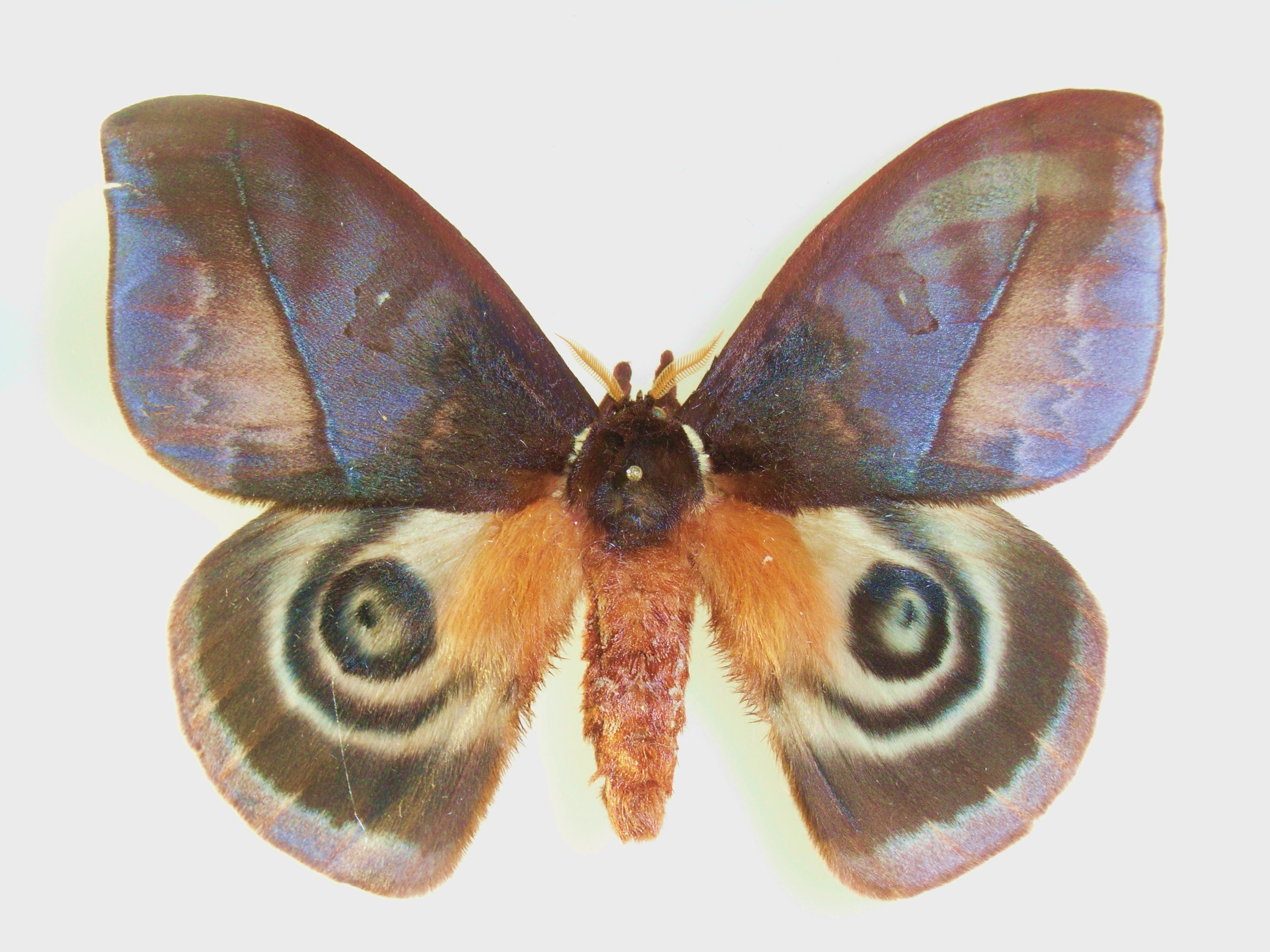
Automeris larra